# 赫尔默特陨石坑
赫尔默特陨石坑(Helmert)是位于月球正面东部赤道区的一座小撞击坑，其名称取自德国大地测量学家弗里德里希·罗伯特·黑尔默特(Friedrich Robert Helmert，1843年-1917年)，1973年被国际天文学联合会正式批准接受。

## 描述

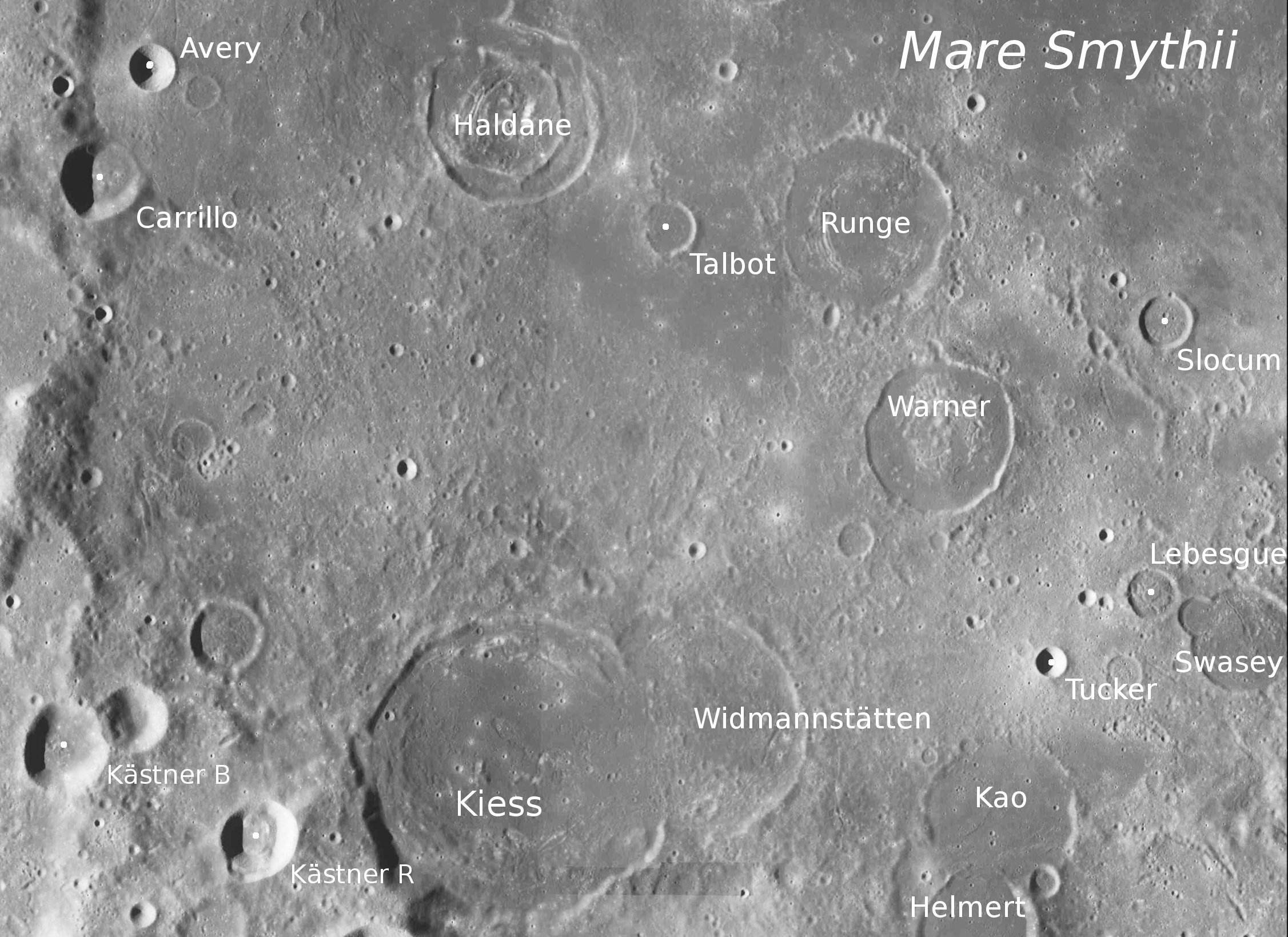
赫尔默特陨石坑周边图，月球勘测轨道飞行器拍摄的图像。

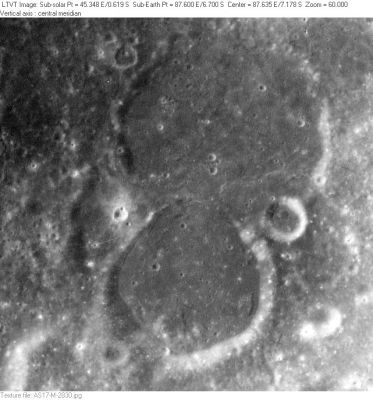
阿波罗17号拍摄，上为高平子环形山，下是赫尔默特陨石坑。

该陨坑西北偏西毗邻凯伊士环形山；西北靠近魏德曼施泰登环形山；高平子环形山位于它的北面；东北和东南坐落着史瓦塞陨石坑和布隆内尔环形山，而豪特曼斯陨石坑和克雷伊肯陨石坑则分别横亘在它的南面和西南。赫尔默特陨石坑的北方是史密斯海。该陨坑的中心月面坐标为7°34′S 87°40′E / 7.56°S 87.67°E，直径26.7公里，深度约1.9公里。
赫尔默特陨石坑与北面的高平子环形山构成一对连体坑，北侧坑壁上的一道峪口打通了二者，漫溢于其中的熔岩在二座陨坑间形成一块平坦一体的坑底。除一些散布的细小陨坑外，地表无其它典型的地貌结构，二者相同的低反照率坑底类似北面幽暗的月海。
靠近北侧峪口的东边，一座小陨坑连接在赫尔默特陨坑的东北侧外壁，除此外，该陨坑的坑壁上没有覆盖任何较注目的撞击坑。

## 另请参阅
- Andersson, L. E.; Whitaker, E. A. . NASA RP-1097. 1982.
- Blue, Jennifer. . USGS. July 25, 2007  [2007-08-05]. （原始内容存档于2015-05-26）.
- Bussey, B.; Spudis, P. . New York: Cambridge University Press. 2004. ISBN 978-0-521-81528-4.
- Cocks, Elijah E.; Cocks, Josiah C. . Tudor Publishers. 1995. ISBN 978-0-936389-27-1.
- McDowell, Jonathan. . Jonathan's Space Report. July 15, 2007  [2007-10-24]. （原始内容存档于2015-01-12）.
- Menzel, D. H.; Minnaert, M.; Levin, B.; Dollfus, A.; Bell, B. . Space Science Reviews. 1971, 12 (2): 136–186. Bibcode:1971SSRv...12..136M. doi:10.1007/BF00171763.
- Moore, Patrick. . Sterling Publishing Co. 2001. ISBN 978-0-304-35469-6.
- Price, Fred W. . Cambridge University Press. 1988. ISBN 978-0-521-33500-3.
- Rükl, Antonín. . Kalmbach Books. 1990. ISBN 978-0-913135-17-4.
- Webb, Rev. T. W.  6th revised. Dover. 1962. ISBN 978-0-486-20917-3.
- Whitaker, Ewen A. . Cambridge University Press. 1999. ISBN 978-0-521-62248-6.
- Wlasuk, Peter T. . Springer. 2000. ISBN 978-1-85233-193-1.